# Edith Farkas
Edith Elizabeth Farkas (ur. 13 października 1921 w Gyuli, zm. 3 lutego 1993 w Wellington) – węgierska naukowiec zajmująca się przez ponad 30 lat badaniem zawartości ozonu w atmosferze. Była pierwszą Węgierką, a także pierwszą członkinią personelu Meteorological Service of New Zealand Limited, która brała udział w badaniach zmian w zawartości ozonu na Antarktydzie.

## Wczesne życie i emigracja
Farkas urodziła się 13 października 1921 roku w Gyuli na Węgrzech. Uczęszczała do szkoły podstawowej i średniej w Szentgotthárdzie, Győrze i Budapeszcie. Studiowała na Katolickim Uniwersytecie Pétera Pázmánya i ukończyła go w roku 1944, uzyskując stopień nauczyciela matematyki i fizyki. Przed zakończeniem II wojny światowej wraz z rodzicami uciekła do Austrii, a w 1949 roku wyemigrowała do Nowej Zelandii, gdzie podjęła studia na Victoria University of Wellington.

## Kariera
W 1951 roku Farkas, jako meteorolog, rozpoczęła pracę w dziale badawczym nowozelandzkiej służby meteorologicznej (Meteorological Service of New Zealand Limited), w której pracowała do czasu przejścia na emeryturę w roku 1986. Monitorowała zmiany w zawartości ozonu, podejmując wiodące w świecie badania w tej dziedzinie. W latach 60. jej praca była ukierunkowana na oznaczanie ozonu w atmosferze za pomocą spektrofotometru Dobsona, a także badania dynamiki stratosfery oraz wpływ oddziaływań atmosferycznych na intensywność promieniowania ultrafioletowego docierającego do Ziemi. Jej praca w znacznym stopniu przyczyniła się do odkrycia dziury ozonowej. Podczas badań na Antarktydzie prowadziła pomiary ozonu przypowierzchniowego i zmętnienia powietrza. Wyniki wieloletnich prac opublikowała w około 40 artykułach naukowych, prowadziła wykłady oraz brała udział w międzynarodowych konferencjach poświęconych badaniu ozonu.
Farkas była pierwszą Węgierką, a także pierwszą kobietą z personelu Meteorological Service of New Zealand Limited, która postawiła stopę na Antarktydzie (1975). Była również pierwszą kobietą, która otrzymała nagrodę Henry Hill Award (1986). Szczególne uznanie otrzymała w roku 1988 podczas Quadrennial Ozone Symposium za 30-letni wkład w badania nad ozonem. Na kanwie jej pamiętników z okresu II wojny światowej została wydana książka The Farkas Files.

## Śmierć
Chorowała na raka kości. Zmarła w Wellington 3 lutego 1993 roku.